# Cecilia Ågren Tyne
Eva Cecilia Ågren Tyne, född 5 maj 1971, är en svensk tidigare landslagsspelare i handboll. Hon spelade över 100 landskamper och deltog i två mästerskapsturneringar.

## Klubbkarriär
Cecilia Ågren Tyne började elitkarriären i Lidingö SK men valde sedan spel för Spårvägen HF, senast 1993 anslöt hon till Spårvägen. Hon avslutade elitkarriären i danska FIF Håndbold 1998 till 2000.

## Landslagskarriär
Cecilia Ågren Tyne spelade elva U20-landskamper 1991 och sista matcherna i ungdomslandslaget i U20-VM i Frankrike. Hon debuterade i A-landslaget samma år 1991 och spelade sedan där till år 2000. Hon spelade enligt den nya statistiken 116 landskamper och stod för 208 mål. Hon deltog vid VM 1993 där Sverige blev sexa och EM 1996 där Sverige slutade på åttonde plats.